# NOOC Openingstoernooi
Het NOOC Openingstoernooi is een roeiwedstrijd voor studenten in Nederland. De wedstrijd wordt georganiseerd door het Nationaal Overleg Orgaan Competitieroeien (NOOC) in samenwerking met T.S.R. Vidar. Met deze roeiwedstrijd gaat het studenten roeicompetitieseizoen in Nederland officieel van start. De wedstrijd wordt gehouden op de Watersportbaan Tilburg. Na afloop van de wedstrijden, die beide dagen van zonsopgang tot zonsondergang duren, zijn er diverse festiviteiten op het terrein. 
In 2009 en 2010 heeft het toernooi even een kleine internationale dimensie gekregen door deelnemers van StudentenRoeien Gent.

## Structuur van het toernooi
Op zaterdag racen de C-vier-met-stuur (C4+) driemaal over een afstand van 500 meter. C4+ staat voor een iets verbrede boot met vier roeiers en een stuurvrouw of -man (vier met), in boordroeien, waar elke roeier één riem heeft. Er worden twee voorwedstrijden gevaren, gevolgd door een finale. De beste twee tijden tellen voor het eindklassement en tevens kunnen hiermee de eerste punten voor de NOOC C4+-competitie behaald worden.
Op zondag is de officiële aftrap van de strijd voor de NOOC B-vier-met-roeiers (B4+), deze roeiers roeien in een iets smallere boot dan de C-vierboot. De deelnemende ploegen zullen tweemaal starten over een afstand van 500 meter, waarvan het gemiddelde telt voor de einduitslag. Ook zullen de deelnemers aan de Vlietbokaal zich kunnen laten zien. Voor hen gelden dezelfde afstanden; er zal dus twee keer een 500 meter geroeid worden.